# Ленарт Тощенсон
Ленарт Тощенсон (на шведски: Lennart Torstensson) (17 август 1603 – 7 април 1651) e шведски генерал, сражавал се в Тридесетгодишната война.

## Ранни години
Роден е в Тощена в лен Вестерйотланд, син на офицера Тощен Ленартсон, дългогодишен комендант на крепостта Елвсбори. Кариерата на Тощенсон започва като паж на младия крал Густав II Адолф, какъвто става на 15-годишна възраст. Това му дава възможност да го придружава в няколко военни експедиции, като тази в Ливония (1621-1623) и Прусия (1628-1629), където може да наблюдава военните действия и да се учи. Същевременно обаче посещава военното училище на холандския щатхаутер Мориц Орански през 1624 и 1625 г. Съгласно легендата по време на пруската кампания кралят го изпратил със съобщение до един от своите генерали, но пътувайки натам, пажът забелязал движение на противника, и преценил, че това значително променя ситуацията. Той игнорирал заповедите и се върнал в лагера, за да съобщи за своите наблюдения. Първоначално кралят вдигнал ръка да го удари, но се замислил и казал: „Ленарт, информацията, която ми носиш, ще ти спаси живота, но може би е по-добре да ми служиш като генерал, а не като паж“.

## Начало на военната кариера
Само година по-късно Тощенсон вече е ръководител на шведскта артилерия, която под неговите грижи се развива бурно. Вече няколко години шведите експериментират с най-различни нови модели оръдия, които им дават голямо предимство. Под грижите на Тощенсон артилерията има решаваща роля за шведските победи при Брайтенфелд (1631) и Лех (1632). Именно той създава т. нар. подвижна (или полева) артилерия, чието бързо преместване обърква представите на противниците за хода на сраженията. При Брайтенфелд 100 оръдия откриват битката с канонада по противника, която застрашава да провали бойния му ред и това провокира неговия командир Йохан Церклас фон Тили да опита атака с конницата, която не успява. Изненадващо за католиците контратаката се извършва с малки оръдия, които продължават да участват в битката. Изчислено е, че по-добрите шведски оръдия изстрелват по три на всеки един изстрел от противниковите.
През 1632 г. Тощенсон става генерал, но още първата му изява се проваля – при неуспешна атака срещу католическия командир Албрехт фон Валенщайн, той е пленен и остава в негова власт до 1633 г. Там посреща вестта за смъртта на краля през ноември 1632 г. Три години по-късно вече е пръв заместник на шведския главнокомандващ в Германия генерал Банер и взема дейно участие във впечатляващата му кампания през 1635 и 1636 г. Играе важна роля през целия Френско-шведски период на войната, като започва с блестящата шведска победа при Витщок през октомври 1636 г.

## Главнокомандващ шведската армия
Когато през май 1641 г. Банер умира, правителството принуждава Тощенсон да го наследи като главнокомандващ на цялата шведска армия в Германия, въпреки че той вече е болен и няма голямо желание. За да го убеди, правителството му дава чин фелдмаршал и го прави губернатор на окупираната от шведите Померания. Той повдига духа на войниците и още през пролетта на 1642 г. печели блестящата победа при Лайпциг, след което може лесно да покори Саксония. Необезпокояван разорява владенията на императора в Чехия и Моравия и заедно с френския маршал Тюрен бечели и втората битка при Брайтенфелд през октомври 1642 г. На следващото лято получава неочаквана заповед да нападне Дания от юг (виж Шведско-датска война (1643-1645)) и той повежда армията си към полуостров Ютланд. Настъплението му е неотразимо и той окупира Ютланд, но неуспеха на шведския флот да му осигури прехвърляне край Копенхаген проваля плановете му. Той оставя войната срещу Дания на генерал Врангел и се връща отново на юг, където се сблъсква с имперската армия на генерал Галас. Тя му прегражда пътя към Прага, но на 5 март 1645 г. е напълно разбита в голямото сражение при Янкау (Янковец). Отново бързото придвижване на артилерията изиграва решаваща роля за шведската победа.
Това обаче е последната битка на Тощенсон, който се оттегля поради болестта си в полза на Врангел (1646). През 1647 г. е направен граф на Ортала и получава високи държавни постове в Швеция. Остатъка от живота си прекарва като силна политическа фигура в Швеция със значително влияние върху младата кралица Кристина.